# Глинка, Марек
Марек Глинка (словац. Marek Hlinka); род. 2 июля 1996 — словацкий гандболист.
Начал карьеру в словацком клубе «Агро» Топольчани в 2013 году. С января 2015 года играет в основной команде.

## Статистика
| Сезон        | Клуб               | Лига       | Матчи | Голы | 7-метр | Голы |
| ------------ | ------------------ | ---------- | ----- | ---- | ------ | ---- |
| 2016-17      | ГК Агро Топольчани | Екстралига | 32    | 122  | 2      | 120  |
| 2017-18      | ГК Агро Топольчани | Екстралига | 34    | 161  | 2      | 159  |
| 2018-19      | ГК Агро Топольчани | Екстралига | 14    | 69   | 4      | 65   |
| 2016-по н.в. | Итого              | Екстралига | 80    | 352  | 8      | 344  |